# حكومة مظهر رسلان الأولى
حكومة مظهر رسلان الأولى، هي الحكومة الثالثة في عهد إمارة شرق الأردن وتم تسميتها بمجلس المستشارين بدل مجلس المشاورين. تشكلت في 15 أغسطس 1921. واحتوت الحكومة على كامل الفريق الوزاري لحكومة رشيد طليع الثانية، باستثناء طليع نفسه الذي سلم رئاسة الوزراء إلى مظهر رسلان.
وفي 1 نوفمبر 1921 أجري تعديل عين بموجبه السيد أحمد حلمي عبد الباقي مستشارا للمالية، كما عين السيد شكري شعشاعة وكيلا للمستشار المالي. وفي شهر تشرين الثاني 1921 ألغيت مستشاريه الأمور الشرعية، وأضيف لقب المستشار الملكي (الداخلية) إلى منصب رئيس المستشاري.

## أعضاء الحكومة
| الرقم | الإسم                     | المهام الوزارية                       | ملاحظات                         |
| ----- | ------------------------- | ------------------------------------- | ------------------------------- |
| 1     | مظهر رسلان                | رئيس مجلس المستشارين - مستشار المالية | منصب وزارة المالية              |
| 2     | الأمير شاكر بن زيد (1)    | نائب للعشائر                          |                                 |
| 3     | الشيخ محمد الخضر الشنقيطي | مستشار الأمور الشرعية                 | إلغي المنصب في نوفمبر 1921      |
| 4     | رشيد الصفدي               | مستشار الأمن والانضباط                | وزارة الداخلية حالياً            |
| 5     | غالب بك الشعلان           | مستشار القيادة العامة                 |                                 |
| 6     | أحمد مريود                | معاون نائب العشائر                    |                                 |
| 7     | أحمد حلمي عبد الباقي      | مستشار للمالية                        | جاء ضمن تعديل يوم 1 نوفمبر 1921 |

## أهم الأحداث
واجهت الوزارة تداعيات مهاجمة الجنرال الفرنسي غورو ومحاولة اغتياله. إذا بعد بضعة أسابيع من الحادث، قامت بالرد على رسالة من المعتمد البريطاني بعمان، يقول فيها إن السلطة الفرنسية كتبت إلى المندوب السامي بفلسطين، وهذا بدوره كتب إليه طالب من حكومة شرق الأردن تسليم المتهمين بإطلاق الرصاص على الجنرال غورو ورفاقه. وفي ذيل الرسالة قائمة بأسماء الأشخاص الذين يتهمهم الفرنسيون. وكان من ضمن الأسماء المطلوبة أحمد مريود الوزير في حكومة مظهر رسلان.
وجاء رد الوزارة برفض تسليم المطلوبين مستندا للنقاط التالية كما ورد في المذكرة الحكومية:
1. إن الجرم سياسي لا يحق لحكومة أن تطلب فاعليه من حكومة أخرى.
2. إن بين الأشخاص المطلوبين أفراد ثبت وجودهم يوم الحادث في بلدة إربد.
3. إن أغلب الأشخاص الواردة أسماؤهم مجهولون، لا يعرف مقرهم.

ومن الأحداث الهامة التي شهدتها حقبة هذه الوزارة، لجوء إبراهيم هنانو إلى شرق الأردن، بعد قيامه بسلسلة متتالية من الهجمات ضد الفرنسيين في سوريا، وعندما ضيق الفرنسيون عليه الخناق غادر سوريا قاصدأ عمان. وقد رغب هنانو السفر إلى القاهرة مارة بفلسطين، فضغط الأمير على الممثل البريطاني في عمان، جوليوس إبرامسون، أن يزود هنانو برسالة ومنحه تصريح مرور آمن عبر فلسطين. وعلى الاثر حمل إبراهيم هنانو التصريح البريطاني متوجها إلى القدس، غير أنه اعتقل هناك من قبل الشرطة البريطانية التي سلمته بدورها إلى الفرنسيين.
غضب الأمير عبد الله بسبب نكث البريطانيين لوعدهم بضمان حماية هنانو، واحتج رسميا إلى حكومة الانتداب طالبا إطلاق سراحه. وقامت في عمان مظاهرة كبيرة وقصد المتظاهرون منزل الممثل البريطاني، ابرامسون، يريدون اقتحامه ولكن الأخير كان في القدس.
على الصعيد الإداري، أدخلت هذه الوزارة عددا من التغييرات والتعديلات، أهمها إلغاء مستشارية الأمور الشرعية. كما أضاف رئيس المستشارين إلى نفسه لقب المستشار الملكي
قدم رئيس الوزراء استقالة وزارته بتاريخ 10 مارس 1922.